# Brodek u Prostějova
Brodek u Prostějova (tyska: Prödlitz) är en köping i Tjeckien. Den ligger i regionen Olomouc, i den östra delen av landet. Brodek u Prostějova ligger 260 meter över havet och antalet invånare är 1 533.